# 陳賢
陳 賢（ちん けん、Chen Yin、生没年不詳）は、中国明末の画家。字は希三、号は太玄道人・天然子・碧水。建寧府甌寧県の出身。
泉州府南安県の九日山延福寺に住して仏画を画いた。人物像は写実的で顔貌に隈取を施して陰影を際だてている。陳賢の作品は渡来した黄檗僧によって日本にもたらされ黄檗絵画に影響を与えた。
萬福寺に遺される「観音図」（隠元賛）は昭和52年（1977年）に重要文化財に指定されている。